# Full Moon Features
Full Moon Features este un studio de film american deținut de veteranul filmelor de categoria B Charles Band. Este cunoscut pentru seriile de filme SF și/sau de groază direct pe video Puppet Master, Trancers și Subspecie. A fost fondat în 1988 la  Los Angeles, California. 
Studioul a mai produs și distribuit filme (sau serii de film) ca Arcade, Killjoy, Demonic Toys, Doctor Mordrid, Dragonworld, Hruba și pendulul, Prehysteria!, The Dead Hate the Living!, Groom Lake, Seedpeople, The Gingerdead Man.

## Istorie

### Perioada Full Moon Productions (1988–1995)
După prăbușirea precedentului studio de film al lui Band, Empire Pictures (fondat în 1983), acesta s-a mutat înapoi în Statele Unite din Roma și a fondat Full Moon Productions. Scopul proaspăt înființatei companii a fost acela de a produce filme de groază, SF și/sau fantastice cu buget redus, păstrând în același timp un aspect oarecum de film cu „buget mare”. În Statele Unite, Full Moon a făcut echipă cu Paramount Pictures și Pioneer Home Entertainment pentru a lansare producțiile sale direct pe video, VHS sau LaserDisc, iar prima lansare a companiei a fost lungmetrajul regizat de David Schmoeller, Puppet Master în 1989.
Puppet Master s-a dovedit a fi un mare succes pentru Full Moon. Împreună cu filmul de pe VHS și LaserDisc a apărut o prezentare intitulată Strings Attached, care documentează realizarea filmului Puppet Master. Apoi a prezentat interviuri cu membrii distribuției și echipajului, inclusiv cu actorul Paul Le Mat și Charles Band însuși. Următoarele trei lansări - Shadowzone, Meridian: Kiss of the Beast și Crash and Burn (trecând la logo-ul Full Moon Entertainment odată cu lansarea acestuia din urmă) - toate au conținut o astfel de prezentare după film. Totuși, Paramount nu a crezut în acest concept și l-a forțat pe Band să plătească pentru toată cantitatea de bandă magnetică suplimentară necesară. În același timp, Band a reeditat și relansat și două titluri anterioare de catalog, Tourist Trap și Parasite prin intermediul Paramount.
Full Moon a continuat să producă lansările sale de film de la începutul anilor 1990 (uneori chiar și până la douăsprezece lansări pe an) și în 1993 Band a fondat încă două mărci înregistrate: Torchlight Entertainment, specializată în comedii SF softcore pornografic și Moonbeam Entertainment, specializată în filme pentru familie SF și fantastice. Prima lansare Torchlight a fost Beach Babes From Beyond, regia David DeCoteau; prima lansare Moonbeam a fost filmul Prehysteria!, care a devenit foarte profitabil pentru distribuitorul Paramount și a fost unul dintre primele filme Full Moon care a fost vândut ieftin (deoarece majoritatea lansărilor Full Moon au fost vândute pe VHS ca articole de închiriat cu prețuri mai mari de 100 de dolari americani pentru fiecare casetă).

### Perioada Full Moon Studios (1995–2002)
În 1995, din cauza prăbușirii pieții de lansare direct-pe-video și cea a închirierilor, pe lângă problemele interne, Full Moon Entertainment s-a separat de distribuitorul Paramount. Producția din 1995 Full Moon de Halloween, Castle Freak a fost lansată pe videocasete fără clasificare. Castle Freak a fost lansat în cele din urmă în noiembrie 1995 atât neclasificată cât și ca versiune clasificată R.
După ce a lansat Castle Freak și Oblivion 2: Backlash, Band a redenumit Full Moon Entertainment ca Full Moon Studios pentru lungmetrajul The Vampire Journals și a folosit numele Full Moon Pictures pentru următorul film Hideous!. Band a continuat să distribuie singur toate filmele sub numele de Amazing Fantasy Entertainment până în jurul anului 1999 când unele dintre filme au fost distribuite de The Kushner-Locke Company.
Odată cu lansarea filmului Shrieker în 1998, Band a cerut ajutorul regizorului din Ohio și fondator al Tempe Entertainment, J. R. Bookwalter, care s-a mutat recent în California. Bookwalter a fost însărcinat de Band să înceapă montajul unor filme, inclusiv Curse of the Puppet Master (Blestemul Păpușarului). Acest film a fost creat datorită cererii de la comercianții cu amănuntul de videocasete  pentru un nou film al francizei Puppet Master care a fost apreciat de fanii genului. Pentru a economisi costurile (deoarece cele mai multe filme  Full Moon au fost realizate cu bugete mult mai mici decât filmele anterioare distribuite de Paramount), filmul a fost realizat folosind imagini din primele cinci filme Puppet Master, precum și câteva imagini noi. Cu toate acestea, munca lui Bookwalter la Full Moon a fost remarcată pe Apple.com, unde a fost publicat un articol despre editarea de către Bookwalter a Curse of the Puppet Master pe iBook-ul său într-o cameră de hotel din Ohio. 
În următorii câțiva ani, Full Moon și-a continuat lansările și chiar a introdus mai multe mărci înregistrate:
- Alchemy Entertainment/Big City Pictures – specializată în filme de groază urbană și science-fiction.
- Surrender Cinema – a înlocuit Torchlight Entertainment,  specializată în aceeași filme science-fiction soft-core ca Torchlight.
- Cult Video – folosit în principal pentru a relansa filme vechi din perioada înainte de Empire Pictures și perioada de la Empire a lui Band.
- Pulp Fantasy Productions – filme noi care nu se potrivesc cu filmele obișnuite produse de Full Moon.
- Pulsepounders – a înlocuit  Moonbeam Entertainment, specializată în filme SF&F pentru familii.

J. R. Bookwalter va avea în cele din urmă șansa să regizeze un film Full Moon, continuarea filmului Witchouse, Witchouse 2: Blood Coven. A fost primul film al lui Bookwalter pe 35 mm și odată cu acesta a deschis o nouă ușă pentru compania lui Bookwalter, Tempe Entertainment.
Începând cu Horror Vision, Tempe Entertainment a fost angajată să producă mai multe filme Full Moon pentru Band. Toate aceste filme au fost filmate în format DV, o premieră pentru Full Moon  și astfel au fost realizate în primul rând la bugete sub 60.000 de dolari (de exemplu Witchouse 3: Demon Fire a fost finalizat doar cu 26.000 de dolari). Filmele au fost produse în cadrul unor programe foarte strânse, unele fiind filmate în doar nouă zile. În timp ce dezavantajele producției erau mari în fiecare situație, acest lucru a fost o oportunitate pentru Bookwalter și Tempe Entertainment, care erau obișnuiți să producă filme cu bugete limitate.
Încă o dată, industria s-a schimbat și Band a decis să pună capăt mărcii înregistrate Full Moon odată cu lansarea din 2002 a filmului Jigsaw.
În această perioadă a Full Moon, Band și-a asigurat săptămânal un serial de televiziune pe Sci Fi Channel numită William Shatner's Full Moon Fright Night. Actorul veteran, William Shatner, a găzduit filme Full Moon cu interviuri cu multe dintre cele mai notabile personalități ale SF-ului, inclusiv Stan Lee și Jeffrey Combs. 
Odată cu lansarea din 2000 a filmului cu zombie The Dead Hate the Living!, producătorul Band a renunțat la numele VideoZone.

### Perioada Shadow Films (2002–2004)
Blockbuster Entertainment, un susținător de lungă durată al mărcii Full Moon, a solicitat companiei să producă un film slasher, datorită reapariției acestui subgen al filmelor de groază de la sfârșitul anilor 1990, în primul rând datorită filmelor Scream - Țipi... sau fugi! și Știu ce-ai făcut astă-vară. Cu ajutorul nemenționat al companiei Tempe Entertainment, Band a produs Bleed (sau The Murder Club, 2002) și a achiziționat filmul lui Keith Walley, Scared, redenumindu-l Cut Throat.
Band a produs doar încă două filme „oficial” sub logo-ul Shadow: (Birthrite, Delta Delta Die!). A fost achiziționat un alt film al lui Keith Walley, Speck. Filmul DV science-fiction Groom Lake (Vizitatorul, 2002) al lui William Shatner, produs de J. R. Bookwalter, a devenit notoriu ca fiind unul dintre cele mai scumpe filme din era modernă a companiei.
În plus, Band a decis în această perioadă să refolosească o marcă înregistrată mai veche folosită în epoca Empire, numită Wizard Video, care distribuia filme idol. Această versiune modernă a lansat filme produse de Tempe Entertainment ca Skinned Alive și  Ozone (redenumit Street Zombies pentru lansarea Wizard Video). Cu toate acestea, din cauza vânzărilor reduse, un alt film produs de Tempe, Bloodletting (care a fost redenumit ca I've Killed Before) a fost eliminat din programul de lansare.
În 2003, Charles Band a încheiat un acord cu 20th Century Fox pentru a produce un film de groază cu buget redus. Fox urma să distribuie filmul, iar Band și-ar păstra drepturile de autor. Filmul a fost regizat de J. R. Bookwalter și denumit Deadly Stingers. În tradiția filmelor cu insecte ucigașe gigantice, Deadly Stingers prezintă o poveste despre scorpioni uriași care cuceresc un oraș. Cu toate acestea, după finalizarea filmului, a fost abandonat din cauza scăderii industriei și a vânzărilor reduse ale unui alt proiect similar Fox (fără Full Moon) intitulat Dark Wolf. Filmul a fost prezentat la Festivalul de groază Frightvision în 2003, dar, deși a apărut pe Full Moon Streaming din decembrie 2013 sub numele de Mega Scorpions, nu a fost încă lansat pe DVD sau Blu-ray. O prezentare a filmului poate fi văzută pe site-ul web Tempe Entertainment al lui J. R. Bookwalter.

### A doua perioadă Full Moon Pictures (2004–prezent)
La sfârșitul anului 2003, Band a început să lucreze la primul său film de 35 mm din ultimii ani, Dr. Moreau's House of Pain. Filmul lansat în ianuarie 2004 a marcat și revenirea oficială a numelui Full Moon Pictures. Cu toate acestea, lansările video ale filmului conțin toate numele de Shadow Entertainment, dar reclama filmului conține sigla Full Moon Pictures.
Cu puțin timp înainte de lansarea filmului Dr. Moreau's House of Pain, Full Moon a lansat Puppet Master: The Legacy, un film care conținea cele mai bune scene din toate (până acum) șapte filme Puppet Master, urmată de o poveste de cca. 20 de minute cu efecte foarte proaste de păpuși (sfori subțiri pot fi văzute în aproape fiecare scenă cu păpuși) Încă o dată, toate lansările video au fost sub sigla Shadow Entertainment, dar reclama a conținut sigla Full Moon Pictures.
După Puppet Master: The Legacy, Band a editat repede Tomb of Terror, Horrific și Urban Evil (2005). Aceste trei filme au fost montate de regizorul HorrorVision, Danny Draven și conțineau cele mai bune scene din filme anterioare Full Moon. De exemplu, filmul antologie Tomb of Terror (2004) conține trei segmente din trei filme anterioare Full Moon Pictures: Dark Angel: The Ascent (1994), Teama ascunsă (Lurking Fear, 1994) și Talisman (1998).
În 2005, Charles Band a început Full Moon Horror Roadshow, un turneu spectacol cu  actorii/actrițele din filmele anterioare Full Moon. Unele spectacole au fost prezentate și pe fiul său, Alex Band. La toate spectacolele, Band a organizat un concurs pentru șansa ca un membru al publicului să participe la un viitor film Full Moon. În 2009, niciunul dintre acești câștigători nu au fost distribuiți în vreun film. Cu toate acestea, la 27 august 2009, Band a scris pe blogul său Wordpress că cei care au fost aleși vor avea ocazia să fie distribuiți în următorul său proiect. Band a continuat turneul spectacol în 2006, de data aceasta  în locuri mai mici. La aceste evenimente a avut loc un concurs similar. În 2011, câștigătorii concursului au fost contactați pentru șansa de a fi figuranți în filmul Gingerdead Man 3: Saturday Night Cleaver. Câștigătorii care au reușit să ajungă pe platoul de filmare au fost distribuiți ca figuranți în film în timpul unei scene de electrocutare în masă la un patinoar. Full Moon a încărcat imagini cu debutul câștigătorilor concursului pe pagina sa oficială de Facebook.
În 2009, Band a sperat să extindă Full Moon la un program de lansări similar cu cel de la mijlocul anilor 1990, cu o premieră nouă în fiecare lună. În plus, compania a intenționat să adauge continuări la multe francize, inclusiv Puppet Master, Demonic Toys și Head of the Family.
În 2012, Videozone a fost readus, cu lansarea pe DVD a Puppet Master X: Axis Rising. În plus, marca înregistrată Moonbeam Entertainment a fost reînviată sub numele Moonbeam Films.
Istoria de aproape treizeci de ani a studioului este prezentată în cartea It Came From the Video Aisle care a fost scrisă de Dave Jay, William S. Wilson și Torsten Dewi și publicată de editura Schiffer în octombrie 2017.